# Hana Pestle
Hana Gabrielle Pestle (Atlanta, 11 luglio 1989) è una cantautrice, musicista e produttrice musicale statunitense.
Attualmente viene conosciuta semplicemente col nome Hana.

## Biografia
Hana Pestle è nata l'11 luglio 1989 ad Atlanta, Georgia. La sua famiglia si trasferì a Salt Lake City (Utah) quando aveva 6 anni, e a Billings (Montana) quando ne aveva 8. Pestle ricevette la sua prima chitarra a 11 anni, come regalo di Natale, e circa un anno dopo cominciò a prendere lezioni. Sporadicamente prese anche lezioni di canto, sia durante le scuole medie che superiori.
Hana Pestle iniziò ad esibirsi dal vivo nel Montana, all'età di 14 anni. Nell'agosto del 2005, un video di una sua performance raggiunse i produttori Michael Aringa e Ben Moody. La coppia decise di lavorare con la Pestle subito dopo aver visto la registrazione. Lei e la sua famiglia viaggiarono a Los Angeles (California) per incontrare i produttori nel dicembre 2005, e iniziarono a lavorare sul suo primo album nell'aprile 2006.
Nel maggio 2008 debuttò con l'EP Hana Pestle, contenente tre canzoni originali e una cover di Leonard Cohen, Hallelujah. A giugno aprì molti concerti di Collective Soul, Live e Blues Traveler. Alla fine di settembre venne pubblicato il videoclip per il suo primo singolo, These Two Hands, attraverso la sua pagina di MySpace e YouTube. Quello stesso periodo iniziarono i preparativi per il suo primo full-length, che sarebbe poi stato pubblicato nel settembre 2009; contemporaneamente la Pestle prestò la sua voce alle prime due pubblicazioni soliste di Ben Moody, Mutiny Bootleg E.P. e All for This, nelle quali suona anche il violino. Il 2 giugno 2009 venne pubblicato Live in the Studio, il suo secondo EP, contenente altri sei brani originali più una cover.
Tra il 2008 e il 2009 la Pestle fu in tour con Joshua Radin, Jon McLaughlin, Ingram Hill, Sister Hazel, Pat McGee, Ari Hest e Boyce Avenue. Il 4 giugno partecipò al Wakarusa Music and Camping Festival. Il 24 giugno venne pubblicato il suo secondo singolo, Need, per il quale venne anche girato un video.
Il 22 settembre 2009 venne pubblicato il suo primo full-length, This Way, prodotto da Moody e distribuito dalla sua etichetta, FNR Records.
Nella prima metà del 2011 la rock band Incubus, in occasione dell'uscita del singolo Promises, Promises, ha indetto un concorso per i suoi fan: il vincitore avrebbe avuto la possibilità di eseguire il singolo con la band. Hana Pestle vinse il concorso, ed eseguì la canzone col gruppo a luglio.
Il terzo EP di Hana Pestle, For the Sky, è stato pubblicato il 27 settembre 2011.
L'11 novembre venne pubblicato You Can't Regret What You Don't Remember, terza pubblicazione solista di Moody, nella quale la Pestle presta ancora la sua voce.
Dopo il 2012, incontrando il DJ Blood Diamonds, cambia il proprio stile, diventando più elettronico  e nel 2016, ha girato in tour con Grimes.
Nel Settembre 2019, crea il suo nuovo album Hanadriel completamente in diretta sul suo canale Twitch, che verrà pubblicato ufficialmente il 6 Novembre 2019.

## Discografia

### Album studio
- This Way (2009)
- Hanadriel (2019)

### EP
- Hana Pestle (2008)
- Live in the Studio (2009)
- For the Sky (2011)
- HANA (2016)

### Singoli
- These Two Hands (2008)
- Need (2009)
- Avalanche (2015)
- Clay (2016)
- Underwater (2016)
- Chimera (2016)
- White (2016)
- Anxious Alien (2020)
- So & So (2020)

### Altre apparizioni
- Ben Moody – Mutiny Bootleg E.P. (2008)
- Ben Moody – All for This (2009)
- Ben Moody – You Can't Regret What You Don't Remember (2011)